# Platylabus transversus
Platylabus transversus är en stekelart som beskrevs av Bridgman 1889. Platylabus transversus ingår i släktet Platylabus och familjen brokparasitsteklar. Arten är reproducerande i Sverige. Inga underarter finns listade i Catalogue of Life.